# 1952 en bande dessinée
| Années de la bande dessinée : 1949 - 1950 - 1951 - 1952 - 1953 - 1954 - 1955    |
| Décennies de la bande dessinée : 1920 - 1930 - 1940 - 1950 - 1960 - 1970 - 1980 |

Cet article présente les faits marquants de l'année 1952 en bande dessinée.

## Évènements
- Création du Marsupilami par André Franquin, dans la série Spirou et Fantasio.
- Le manga Astro, le petit robot de Osamu Tezuka est publié au Japon. Il sera adapté en série animée à partir du 1er janvier 1963.
- Première apparition de Géo Trouvetou, personnage de l'univers de Donald Duck inventé par Carl Barks dans Gontran a de la chance.
- Création du personnage Cornélius Écoutum par Carl Barks dans La Guerre des statues.
- Aux États-Unis, Sortie de MAD #1 (magazine parodique et mordant), chez EC Comics

## Nouveaux albums
Voir aussi : Albums de bande dessinée sortis en 1952

### Franco-Belge
| Sortie | Titre       | Scénariste | Dessinateur | Coloriste | Éditeur |
| ------ | ----------- | ---------- | ----------- | --------- | ------- |
| ?      | à compléter |            |             |           |         |
| ?      | …           |            |             |           |         |

### Comics
| Sortie | Titre       | Scénariste | Dessinateur | Coloriste | Éditeur |
| ------ | ----------- | ---------- | ----------- | --------- | ------- |
| ?      | à compléter |            |             |           |         |
| ?      | …           |            |             |           |         |

### Mangas
| Sortie | Titre       | Scénariste | Dessinateur | Coloriste | Éditeur |
| ------ | ----------- | ---------- | ----------- | --------- | ------- |
| ?      | à compléter |            |             |           |         |
| ?      | …           |            |             |           |         |

## Naissances
- 9 janvier : Frank Margerin, auteur français (Lucien, Ricky, Manu, Momo le coursier)
- 23 janvier : Klaus Janson, dessinateur de comics
- 25 janvier : Turtel Onli auteur afro-américain
- 29 janvier : Paul Kirchner
- 4 février : Daniel Kox, auteur belge (Agent 212)
- 24 février : Bryan Talbot auteur anglais
- 2 mars : Mark Evanier, scénariste de comics
- 9 mars : Rick Burchett, dessinateur de comics
- 6 avril : Walli, dessinateur belge (Touky le Toukan, Modeste et Pompon, Chlorophylle)
- 30 mai : Mike W. Barr, scénariste de comics
- 7 juin : Rick Hoberg, dessinateur de comics
- 23 août : Terry Austin, dessinateur de comics
- 25 août : René Sterne, auteur belge décédé le 15 novembre 2006
- 10 septembre : Gerry Conway, scénariste de comics
- 13 août : Donna Barr, dessinatrice de BD américaine
- 23 octobre : Tramber, auteur français
- 28 octobre : Jim Valentino, auteur de comics
- Naissances de Chris Browne et Brooke McEldowney dessinateurs de comic strips américain